# Мітрошкін Альберт Анатолійович
Альбе́рт Анато́лійович Мітро́шкін — полковник Збройних сил України, учасник російсько-української війни.

## Нагороди
За особисту мужність і героїзм, виявлені у захисті державного суверенітету та територіальної цілісності України, вірність військовій присязі під час російсько-української війни, відзначений — нагороджений
- 13 серпня 2015 року — орденом Богдана Хмельницького III ступеня.